# Parosphromenus alfredi
Parosphromenus alfredi je drobná sladkovodní paprskoploutvá ryba z čeledi guramovití (Osphromenidae). Pochází ze západní Malajsie, státu Johor. Nežije v typických silně kyselých černých vodách, ale v čajově zbarvené vodě s pH okolo 5,5.